# Langri Tangpa
Geshe Langri Tangpa (tibetano:གླང་རི་ཐང་པ།; traslitterazione Wylie: glang ri thang pa; 1054 – 1123) è stato un poeta tibetano, figura importante nel lignaggio delle scuole Kadampa e Gelug del buddismo tibetano.
Nacque nel Tibet centrale, come Dorje Senge (རྡོ་རྗེ་ སེང་གེ; traslitterazione Wylie: rdo rje seng ge). Il suo nome deriva da Langtang, la zona in cui si dice che abbia vissuto. Era un maestro Kadampa, e discepolo di Potowa.
Fu l'autore di un breve ma importante testo, gli Otto versi dell'addestramento mentale (བློ་སྦྱོང་ཚིགས་བརྒྱད་མ།; traslitterazione Wylie: blo sbyong tshigs brgyad ma), considerato un succinto riassunto del lojong (བློ་སྦྱོང་; traslitterazione Wylie: blo sbyong) insegnamenti del Buddismo Mahāyāna e Vajrayana. Si dice che sia un'emanazione di Buddha Amitābha.
| Controllo di autorità | VIAF (EN) 10082254 · ISNI (EN) 0000 0000 5934 2727 · CERL cnp01378712 · LCCN (EN) n97114457 · GND (DE) 120731029 · BNE (ES) XX1541300 (data) · BNF (FR) cb145143504 (data) |